# Eesti Televisioon

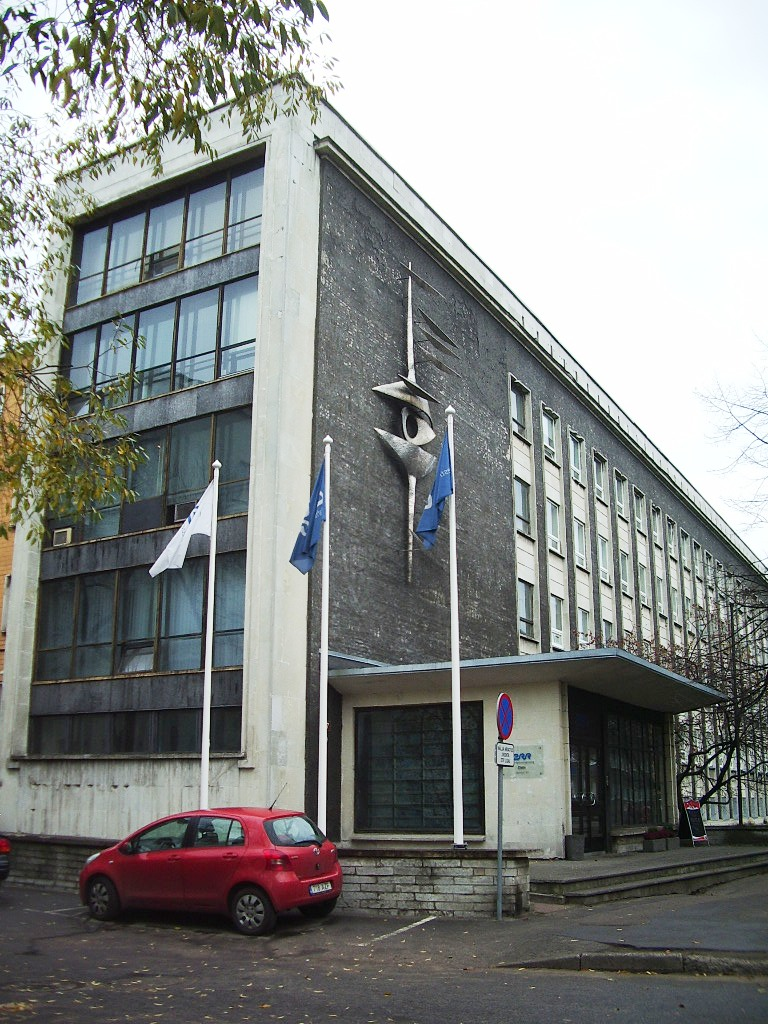
Het ETV-gebouw in Tallinn

Eesti Televisioon (ETV) is de nationale publieke televisieomroep van Estland.
Het grootste deel van de dag worden de programma's in het Estisch uitgezonden. Elke dag is er ook een journaal (nieuwsuitzending) in het Russisch. Er zijn twee zenders: ETV en ETV2.
Naast de ETV zijn er nog drie particuliere televisiezenders in Estland, namelijk: Tv1, Tv3 en Kanal2. De ETV vormt samen met Eesti Raadio de Eesti Rahvusringhääling, de nationale publieke omroep van Estland. Tot 2007 waren televisie en radio afzonderlijke organisaties.

## Programma's op ETV
- Aktuaalne Kamera, nieuwsprogramma in zowel Estisch als Russisch
- Terevisioon, ochtendmagazine ETV